# Виллаж-Нёф
Виллаж-Нёф (фр. Village-Neuf) — коммуна на северо-востоке Франции в регионе Гранд-Эст (бывший Эльзас — Шампань — Арденны — Лотарингия), департамент Верхний Рейн, округ Мюлуз, кантон Сен-Луи. До марта 2015 года коммуна административно входила в состав упразднённого кантона Юненг (округ Мюлуз).
Площадь коммуны — 6,83 км², население — 3452 человека (2006) с тенденцией к росту: 3853 человека (2012), плотность населения — 564,1 чел/км².

## Население
Численность населения коммуны в 2011 году составляла 3765 человек, а в 2012 году — 3853 человека.
| 1962 | 1968 | 1975 | 1982 | 1990 | 1999 | 2005 | 2006 | 2008 | 2010 | 2011 | 2012 |
| ---- | ---- | ---- | ---- | ---- | ---- | ---- | ---- | ---- | ---- | ---- | ---- |
| 2517 | 2729 | 2811 | 2922 | 2920 | 3108 | 3444 | 3452 | 3591 | 3706 | 3765 | 3853 |

Динамика населения:

## Экономика
В 2010 году из 2371 человек трудоспособного возраста (от 15 до 64 лет) 1840 были экономически активными, 531 — неактивными (показатель активности 77,6 %, в 1999 году — 71,5 %). Из 1840 активных трудоспособных жителей работали 1674 человека (884 мужчины и 790 женщин), 166 числились безработными (82 мужчины и 84 женщины). Среди 531 трудоспособных неактивных граждан 143 были учениками либо студентами, 187 — пенсионерами, а ещё 201 — были неактивны в силу других причин.
На протяжении 2011 года в коммуне числилось 1645 облагаемых налогом домохозяйств, в которых проживало 3728 человек. При этом медиана доходов составила 31039,5 евро на одного налогоплательщика.

## Достопримечательности (фотогалерея)

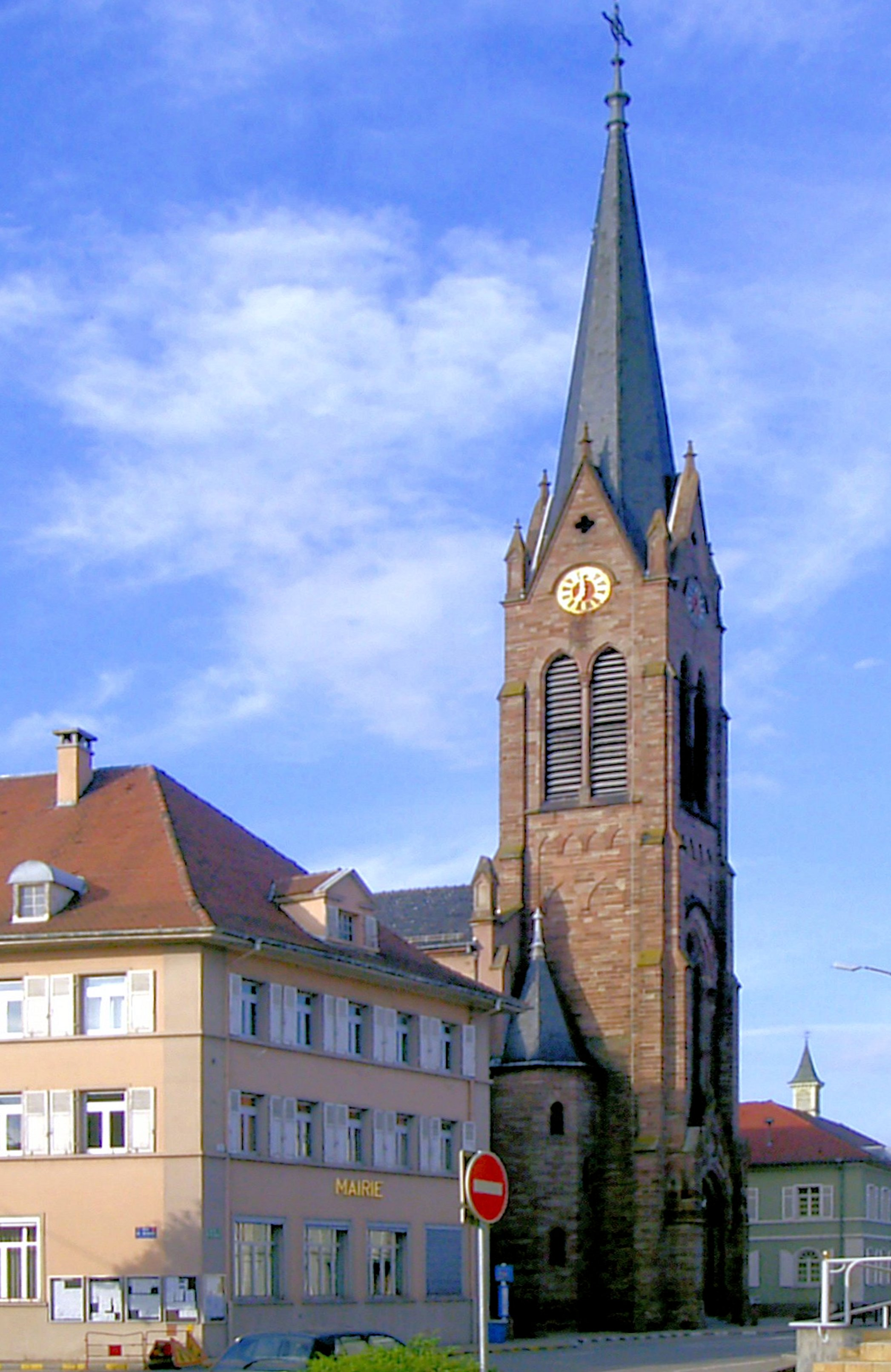
Церковь Святого Николая